# 魔法少女

魔法使いの服に身を包んだウィキペたん。

魔法少女（まほうしょうじょ）とは、魔法など不思議な力を使ったり、それに適した姿に変身する少女をさすキャラクター類型。およびその子供向け作品のジャンルである。魔女っ子ないし魔女っ娘（まじょっこ）ともいう。

## 概要
日本最古の魔法少女は赤塚不二夫の少女漫画で、少女が持つ大人の女性への変身願望を叶えた最初の変身ヒロイン作品『ひみつのアッコちゃん』（1962年）である。それから日本でも大人気となった、善良な魔女が主人公の海外コメディドラマ『奥さまは魔女』（1964-1972年）や『かわいい魔女ジニー』（1965年-1970年）などに影響を受け、日本でも『コメットさん』（1967年-1968年、1978年-1979年）や、少女の年齢に合わせて魔女を低年齢化した横山光輝作の『魔法使いサリー』（1966年-1967年）が登場する。
『サリー』『アッコちゃん』をアニメ化し人気を博した東映動画は、『東映魔女っ子シリーズ』（1966年-1981年）としてシリーズ化し、その後スタジオぴえろは同様の作品を『ぴえろ魔法少女シリーズ』（1983-1998年）として展開した。このように誕生したのが魔女っ子ないし魔法少女である。
これらは『メリー・ポピンズ』系のエブリデイ・マジックのホームコメディだったが、時代が下ると悪との戦いのために力を使う『美少女戦士セーラームーン』（1992年-1997年）のような華麗な衣装を着た姿になって戦う戦闘美少女（バトルヒロイン）が現れた。これは『東映不思議コメディーシリーズ』の美少女シリーズ（1989年-1993年）や、男児向けである『スーパー戦隊シリーズ』などをもとにした変身ヒロインと格闘モノのハイブリッドであり、『プリキュアシリーズ』（2004年-）などその境界は曖昧になってきている。
また、80〜90年代に入ると美少女アニメ・ロリコンアニメとして魔法少女ものを好むアニメオタクが増加したため、『ななこSOS』（1980年-1983年）を始まりに男性・成年をターゲットにした作品が現れており、大人向けに作られた『魔法少女まどか☆マギカ』（2011年）は残酷でグロテスクな魔法少女のブームを生み出した。2000年代に入ると、翻訳された魔法少女アニメを見て育ったヨーロッパやアジアなど海外の漫画家やアニメーターが日本的な魔法少女を次々と発表し、そのうち『ちいさなプリンセス ソフィア』（2012年-）や『マイリトルポニー〜トモダチは魔法〜』（2010年-）、『悪魔バスター★スター・バタフライ』（2015年-）は日本でも放送されて人気を獲得している。

### 魔法少女の要素
魔法少女の基本的な要素は、ヒロインが周りの人間の誰も持たない不思議な力を使えることである。この力は神様や精霊のような超自然的な存在に授かった後天的なものと、生まれつき持った先天的なものの2つに大別できる。さらに先天的なものは最初から使いこなせる場合と、成長に従って発現する場合がある。『魔女っ子メグちゃん』のように先天的に超常能力を持つ種族、一族の出身である者が、魔女っ子、魔法使いと称されることが多い。なお、文字通りの意味で魔法や魔術を使うとは限らず、忍術使いの『さるとびエッちゃん』（1963年-1968年）やサイボーグの『ミラクル少女リミットちゃん』（1973年-1974年）が他の魔法少女作品と一緒に「変身少女」というカテゴリで扱われた例があり、超常的ではない手品師の『怪盗セイント・テール』（1994年-1996年）や、ネットワーク上の仮想空間で活躍する『コレクター・ユイ』（1999年-2000年）を魔法少女に分類する文献もある。また、『ふたりはプリキュア』（2004年-2005年）や『俺とヒーローと魔法少女』（2014年-2018年）のように、肉弾戦主体の格闘系魔法少女というべきタイプも存在する。
魔法少女の年齢は多くが10歳から14歳であるが、これは第二次性徴期にあたる。魔法少女の「変身」は、子供から女性への成熟を象徴している。大人になりたいというのは子供がよく抱きがちな願望であり、魔法少女はしばしば自身が成長した姿に変身するが、そうした作品では「変身した自分と本当の自分のギャップ」に悩む二重生活の困難さを描き、特に恋愛が絡むと事態はいっそう困難になる。ヒロインが憧れる男性が、自身が変身した姿のほうに恋したりするのである。こうした筋書は、人々の見た目に惑わされがちな傾向への批評である。
女児向けのアニメ作品では番組のスポンサーとなった玩具会社の商品（なりきり玩具）を登場させる必要があるため、魔法少女は魔法のアイテムとしてコンパクト・ステッキ・宝石などのアクセサリーや、劇中に登場する小物を使用する。「魔法少女＝アクセサリー」の図式は浸透しているため、玩具を発売する必要がない男性向け作品でもこれらの小道具は登場する。ただし、それらのアイテムが真の意味での力の源であることは稀であり、ヒロインの純真さこそが愛と命の力を引き出す鍵である。しかし、『魔法のプリンセス ミンキーモモ』（1982年）や『ナースエンジェルりりかSOS』（1995年-1996年）のように、存在する魔法の力その物が枯渇することもある。特に『りりかSOS』の場合、ナースエンジェルの力の源である「緑のワクチン」を使い切ってしまい、主人公「りりか」がその再生のために命を捨て消滅する事態に陥るなど、この純真さは時に魔法少女自体の生命を脅かす危険を秘めたものになる。

### マスコットの存在
元々、魔女は黒猫などの猫と一緒に居ることが一般的であり、これは児童書における魔女見習いものなどでも同様となっていた（『The Little Leftover Witch』（1960年）、『メグとモグ』（1972年）、『ワーストウイッチ』（1974年）、『魔女の宅急便』（1982年）など）。
一方、いわゆる魔法少女は人語を解する不思議なマスコットキャラクターをお供にすることが多い。これは『さるとびエッちゃん』（アニメは1971年）の大阪弁を喋る犬「ブク」に始まり、『魔法使いチャッピー』（1972年）の自動車を操るレッサーパンダ「ドンちゃん」など1匹の、「空モモ」こと『魔法のプリンセスミンキーモモ』以来、魔法少女は複数のマスコット（『ミンキーモモ』の場合「モチャ」「ピピル」「シンドブック」）をお供にする場合が増えた。
魔法少女が感情に基づいて行動するのに対し、マスコットは理性の役割をし、彼女たちをたしなめ諭そうとする。両者はしばしば喧嘩するが、魔法少女は助言から学ぶことで感情を制する術を身につけていき、マスコットの側も感情から出た行動が困難であっても正しい道に通じることを理解していく。ここで重要なのは、ほとんどのマスコットが男性であることである（複数マスコットの場合は多くの場合男性が含まれるが、『美少女戦士セーラームーン』の「ルナ」『キミとアイドルプリキュア♪』の「プリルン」「メロロン」など例外もある）。
魔法少女とマスコットの関係は、夫婦や親友同士のように、意思の疎通と理解こそが良好な関係を築く秘訣であることを示しているが、『魔法少年マジョーリアン』に登場する「ジェン太」と「ダー子」や、『魔法少女まどか☆マギカ』（2011年）の「キュゥべえ」のような、魔法少女を言葉巧みに誘導して己の目的を果たさせようとする、邪悪なマスコットも存在するので、その関係性は元来の友達的な単純な構造ではなくなりつつある。
また、1990年代の『美少女戦士セーラームーン』以降、「バトル」をメインとした（またはバトル要素も含む）魔法少女も確立された。『スーパードール★リカちゃん』（1998年-1999年）のように主人公が戦わず、マスコットである「ドールナイツ」が代わりに戦う作品や、『魔法騎士レイアース』（1993年-1996年）のように巨大ロボットが登場して戦う作品もある。

### 能力の制限と決別
魔法の力には制限が課せられていることがある。使える期間は1年間だけ、秘密を知られてはならない、などの例がある。逆に『ミンキーモモ』（「空モモ」「海モモ」）のように、現世へ枯渇しつつある魔法の力を復興させようと働くこともあるが、健闘空しく、途中で魔法の力が失われてしまい、魔法能力を喪失する事例もある。
魔法少女が特別な力を捨てて普通の女の子に戻ることを望む場合がある。これは、「普通」で「平均的」であることは決して悪いものではなく、ただ「自分であること」が何よりすばらしいことなのだ、という理想を示している。そして『魔法のスターマジカルエミ』（1985年-1986年）の「香月舞」のように、他者から授かった魔法の力に頼らず、「己の力で夢を叶えるため」に魔法少女を辞める例も多い。
また『奥さまは魔法少女』（2005年）や『美少女戦麗舞パンシャーヌ』（2007年）のように、魔法少女が引退後、成人になった後、何等かの原因で再び魔法少女となる作品もある（中には『魔法少女さんだいめっ』（2018年）の「ぷるりら☆遥奈」みたいに、成人後も引退せずに母親になっても魔法少女を続けている例も）。この場合、魔法少女へ変身する際に自分の正体を隠す必要から起こる夫婦生活や、自分の産んだ子供に対するジレンマなどが主なテーマになることが多い。

### 「魔女っ子」という表現
「魔法少女」と同義として用いられる「魔女っ子」については、東映アニメーションが2002年6月に商標登録出願し、2003年5月に登録商標として認められている（登録4673664）。このため固有名詞扱いとして放送メディアではこの言葉が使われる機会が少なくなっているが、世間一般では一般名詞的に使われているだけでなく、作品名でも『魔女っ子モモカ』（磁ロックス作、2007年）あるいは「魔女っ娘」「魔女っこ」と「子」の表記を変えた作品が発表されている。

## 魔法少女ジャンルの歴史

### 1960 - 1970年代
日本の魔法少女作品は、横山光輝原作で、東映動画によりアニメ化された『魔法使いサリー』（1966年）がジャンル第一作であるとされている。『サリー』では、人間の世界にやってきた大魔王の娘「サリー」を取り巻く人間模様と、魔法を使っての人助けを軸とした人情ドラマをメインとしている。『サリー』を皮切りに、東映製作で1980年代初頭まで断続的に放送された魔法少女作品群は、現在では「東映魔女っ子シリーズ」と総称されている。
サリーに続いて東映動画でアニメ化された赤塚不二夫原作の『ひみつのアッコちゃん』（漫画1962年、アニメ1969年）では、鏡の精から魔法のコンパクトを授かった人間の少女「鏡アツ子」（後の作品では「加賀美あつ子」）が登場する。ここに、『サリー』の「異世界からの訪問者」という設定に対し、『アッコ』の「魔法の力を授かった人間の少女」という設定が示され、以後の魔法少女アニメに於ける「先天型魔法少女」「後天型魔法少女」の二大主流ジャンルの原型が確立された。もっとも、同時期に流行した「変身ヒーロー」が人間から超人へ変身する以外に設定上の共通点を持たないように、東映の魔女っ子アニメは「魔女っ子＝不思議な力を持つ少女」つまり「魔法少女の類型」を踏襲した少女が活躍するエブリデイ・マジック作品であった事実は後々まで様々な派生作品（戦闘美少女系を含む）を生み出す源になる。
また、『魔法使いサリー』のすぐ後にこちらはアメリカ映画『メリー・ポピンズ』の影響で同じ横山光輝原作（原画）の『コメットさん』（1967年）が実写メディアで製作されている。この時期、児童向けの映像作品はアニメーションと実写の児童向けドラマも同様に展開されており、NETでは1969年に『ひみつのアッコちゃん』と平行して土曜には『魔女シリーズ』として魔法少女アニメの祖となったドラマ『奥さまは魔女』を放送し、同放送枠で海外魔法ドラマ『かわいい魔女ジニー』【第2シリーズ】や松竹製作の『魔女はホットなお年頃』（1970年）と2年にわたって魔法物のドラマを放送した。
その後この枠は改造人間（サイボーグ）の『仮面ライダー』にとってかわられるが、その影響を受ける形で『仮面ライダー』の作者の石ノ森章太郎原作の『好き! すき!! 魔女先生』（1971年）において、魔法少女に入るのかは微妙だが（主人公の「月ひかる」は若いが、成人かつ超能力宇宙人なので）、アニメに20年先駆けて美少女戦士（アンドロ仮面）が登場している。また東映魔女っ子シリーズからもサイボーグが主人公の『ミラクル少女リミットちゃん』（1973年）が登場している。
アニメのジャンルでは『アッコ』の後も東映製作によりシリーズを重ね、当時の少女漫画の影響を受ける形で登場した、1974年の『魔女っ子メグちゃん』の主人公として登場したお転婆でコケティッシュな「メグ」のキャラクターは、『サリー』の優等生的な魔法少女像を払拭し、これ以降の魔法少女物では、やんちゃな主人公が幅を利かせることになる。また、クールなライバルヒロインの「ノン」や、滑稽な調査官「チョーサン」、闇の女王「サターン」は、後の魔法少女作品のサブキャラクター像に大きな影響を与えている。

### 1980年代
1980年代に入ると『魔法少女ララベル』（1980年）を最後に東映製作の作品は一時中断し、葦プロダクション制作の『魔法のプリンセス ミンキーモモ』（1982年）と、スタジオぴえろ制作の『魔法の天使クリィミーマミ』（1983年）から始まるぴえろ魔法少女シリーズが、第二期魔法少女ブームを引き起こす。『モモ』では、夢と魔法の国フェナリナーサのプリンセスである少女「モモ」の人間界での活躍が、『マミ』では、魔法のステッキでアイドル「マミ」に変身する人間の少女「森沢優」を取り巻く事件が、それぞれコミカルなタッチで描かれる。
この両作品は本来の視聴対象である低年齢の女児のみにとどまらず、十代後半から二十代に至る男性層の間でも人気を博し、「魔法少女」ジャンルのファン対象を大きく広げる事になった。その背景要因として、社会的なアイドルブームが挙げられる。これによって『魔法のルージュ りっぷ☆すてぃっく』（1985年）や『新くりいむレモン 二人のハートブレイクライブ』のようなアダルト向け魔法少女アニメも登場した。
また『魔法の天使クリィミーマミ』以降も魔法少女×アイドルは定番となり、80年代後半にはスタジオぴえろから『魔法のスターマジカルエミ』（1985年）、『魔法のアイドルパステルユーミ』（1986年）が登場した。
その後、1980年代末から1990年代初めにかけては、過去の人気作品のリメイクが行われた。当時は高年齢層向けテレビアニメ冬の時代でリバイバルブームでもあり『ひみつのアッコちゃん』（第2作、1988年）が、第1作を凌ぐほどの人気は得られなかったと評される一方で、マーチャンダイジングが成功し、バンダイによる女児玩具の強化が行われ、続いて『魔法使いサリー』（第2作、1989年）が製作され、その一環で実写の『東映不思議コメディーシリーズ』で石ノ森章太郎原作の『魔法少女ちゅうかなぱいぱい!』（1989年）が製作され、以後、同シリーズで1990年代初頭まで同ジャンルの作品群が製作された。
その他、ファンタジー方面からも魔法を使う少女が登場した。1986年には少年単独主人公のゲーム『ドラゴンクエスト』が登場してロールプレイングゲーム (RPG) ブームが起き、翌1987年にはその続編『ドラゴンクエストII』に仲間として魔法使いの少女の『ムーンブルクの王女』が登場し、翌1988年にはその更に続編『ドラゴンクエストIII』に選択主人公として魔法剣士の女勇者が登場し、翌1989年には魔導師の少女が主人公のRPG『魔導物語』も登場した。またファンタジー小説からも天才魔道師の少女が主人公の『スレイヤーズ』（1989年）が登場している。こちらは90年代のバトルヒロインブームの先駆けに当たるが、変身ヒロインではなく、また舞台も現実世界以外が中心となっていた。

### 1990年代
武内直子原作の『美少女戦士セーラームーン』（1992年-1997年）の成功は、アニメ版『赤ずきんチャチャ』（1994年）、『魔法騎士レイアース』（1994年）、『愛天使伝説ウェディングピーチ』（1995年）、『ナースエンジェルりりかSOS』（1995年）等の作品を生み出し、戦闘美少女（バトルヒロイン）系魔法少女作品は魔法少女の一ジャンルとなった。「バトル」「戦隊モノ（複数のメインヒロイン）」「恋愛」などの要素は後の作品に影響を与えている。
1997年の『少女革命ウテナ』は、美少女戦士セーラームーンシリーズのメインスタッフだった幾原邦彦が少数精鋭のスタッフを集めて制作集団ビーパパスを結成、少女漫画家さいとうちほと組んで世に放った異色作となった。1997年にOVA3巻で発売されたギャグコメディアニメ『ジャングルDEいこう!』は、ポリネシアやメラネシアのような環太平洋の南国文化圏出身の魔法少女を登場させ、従来の西欧的なものではない別の魔法少女像を示した。
またゲーム方面では当時対戦型格闘ゲームがブームとなっていたが、1993年にはスーパーファミコン向けとして対戦型格闘ゲーム『美少女戦士セーラームーンR』が登場した。翌1994年にはアーケードの対戦型格闘ゲーム『豪血寺一族2』にも魔法少女キャラの花小路クララが登場した。
次いで少女向け以外からも変身ヒロインの魔法少女モノのメディアミックスが登場した。これにはOVAシリーズ『天地無用!』のスピンオフOVA『魔法少女プリティサミー』（1995年）があり、1996年にはそれが夕方アニメ化されている。また漫画では少年ガンガンの派生誌『月刊Gファンタジー』から『魔女っ子戦隊 パステリオン』（1995年-1998年）が登場したが、こちらの作品は2000年以降に流行する異性装ものや男の娘ものの先駆け的作品となっていた。
また同時期には落ちものパズルゲームもブームとなっており、対戦パズルを魔法バトルに見立てて魔法少女を主人公にした『ぷよぷよ』シリーズ（1991年〜）や『パネルでポン』シリーズ（1995年〜）も登場している。また美少女戦士セーラームーンも対戦パズルゲーム化されていた。
その他、1990年代後半にはプレイステーション向けとして登場したダンスリズムゲーム『パラッパラッパー』（1996年）がブームとなっていき、その対抗となるドリームキャスト及びアーケードゲームからは前述の『ぷよぷよ』のIPを使った対戦ダンスリズムゲーム『ぷよぷよDA!』（1999年）が登場した。『ぷよぷよDA!』は大きな成功とはならなかったものの、パブリッシャーのセガはその後女児向けとして魔法要素のあるダンスリズムゲームのブームを起こしていくこととなる（後述）。
また1990年代後半から2000年代序盤にかけてはCLAMP原作で設定やビジュアルが従来の作品の型にはまらない『カードキャプターさくら』が制作された。バラバラになった魔法のカードを集めて多彩に使うという展開や魔法を使う少年のライバルが出現するなどのそれまでの魔法少女作品になかった要素がある。街で起こる事件をカードの魔法で解決するという従来の魔法少女やバトルヒロイン的な要素も持ち合わせた作品であった。

### 2000年代

#### 一般向け
1999年には魔女見習いの小学生たちが人間界と魔女界を冒険するオリジナル朝アニメ『おジャ魔女どれみ』シリーズ（1999年-2003年）が制作された。この作品では、日常の人助けに魔法を使う点で『サリー』に代表される古典的魔法少女の流れを、複数の魔女見習いがチームで活動・変身するという点では『美少女戦士セーラームーン』に代表される戦闘美少女の流れを継承している。一方、現実世界にたくさんの魔女が隠れて暮らしているという設定はイギリスの児童文学『魔女がいっぱい』の影響を受けていた。2004年には女児向けから男児向け作品のような肉弾戦に力を入れてロングランヒットとなった『プリキュアシリーズ』（2004年-）が登場し、このジャンルでの覇権を確立した。
同時期には動物のDNAを詰め込まれた高校生のカフェ店員たちがエイリアンと戦う『東京ミュウミュウ』（2002年-2003年）、人間に変身した人魚の王女たちが歌の力で戦う『マーメイドメロディー ぴちぴちピッチ』（2003年-2004年）等、1990年代の戦闘美少女系魔法少女の流れを受け継いだ作品も多数制作されていた。特に歌の要素のあった『ぴちぴちピッチ』はカラオケ玩具『e-kara』とのタイアップが行なわれ、アニメのキーアイテムとしてこの『e-kara』が登場した。
一方、2001年には星国から王子を探しに地球に向かい、星力を通じて地球人と交流を深めていく『Cosmic Baton Girl コメットさん☆』が制作され、2003年には安野モヨコが恋愛と冒険をテーマにして『シュガシュガルーン』を執筆し、2005年にはアニメ化されるなど、王道かつ古典的な魔法少女の作品も登場。また同時期には魔法少女の中華版のような風水を使ってお悩み解決をする『Dr.リンにきいてみて!』（漫画 1999年-2003年、アニメ 2001年-2002年）も登場した（後半はバトル物）。
また1990年代後半に登場した『ポケモンカードゲーム』や『遊☆戯☆王』によってトレーディングカードゲーム (TCG) が、2003年にセガより登場した男児向けの『甲虫王者ムシキング』によってTCG要素を取り入れたアーケードゲームがブームとなっており、2004年にはその『甲虫王者ムシキング』の女児向け版として開発されたセガのダンスリズムゲーム『オシャレ魔女♥ラブandベリー』（ゲーム 2004年-2008年、アニメ映画 2007年）が大ヒットとなった。その後も『オシャレ魔女♥ラブandベリー』の後継リズムアーケードゲーム『リルぷりっ』（ゲーム 2009年-2011年、アニメ 2010年-2011年）には魔法要素が存在していたものの、これら音楽要素を中心としたものが台頭したことによって、セガ以外からは魔法要素の少ない『きらりん☆レボリューション』（2004年-2009年）、『プリティーシリーズ』（2011年-） 、『アイカツ!シリーズ』（2012年-）などといったアイドル系作品およびそのアーケードリズムゲームが登場しヒットするようになり、魔法要素は下火となっていった。
また1990年代後半に登場した死神のライトノベル『ブギーポップシリーズ』が2000年にアニメ化され、2000年代には死神ブームが起き、少女漫画誌『りぼん』からは死神の力を授かり大人に変身するという魔法少女アイドル物『満月をさがして』（漫画 2002年-2004年、アニメ 2002年-2003年）が登場した。次いで2006年には少女漫画誌『ちゃお』より一般人が天使の力を授かり変身するという魔法少女構文の天使モノ『チャームエンジェル』（2006年-2008年）が登場し、翌2007年にはちゃおデラックスでそのトレーディングカードゲーム版である『チャームエンジェル★星魂』（2007年-2008年）も登場した。また2005年にバラエティ番組『オーラの泉』が登場し、その出演者であるスピリチュアル・カウンセラー「江原啓之」によって守護霊が広まっていくと、翌2006年には『なかよし』より守護霊をテーマとした魔法少女物の『しゅごキャラ!』（漫画 2006年-2010年、アニメ 2007年-2008年）が登場した。
その他、現実世界を舞台にしたものだけでなく、ダークファンタジーの要素が強い『魔法少女隊アルス』（2004年）や双子の王女の楽しい冒険を描いた『ふしぎ星の☆ふたご姫』（2005年）などのように魔法の世界を舞台にした女児向けアニメも登場している。
また児童文庫からも魔法少女物や魔女見習い物が多数登場し長期シリーズとなった。これには青い鳥文庫の『黒魔女さんが通る!!』（小説 2005年-2023年、アニメ 2012年-2014年）、フォア文庫の『マジカル少女レイナ』（2005年-2014年）、ポプラポケット文庫の『らくだい魔女』（2006年-）などがある。

#### 高年齢層向け
1997年に性別や年代層別の個人視聴率が導入されると、子ども視聴者の多い番組からスポンサーが撤退することで夕方アニメが減少し、アニメではだんだん波代の安い深夜帯（深夜アニメ）、衛星放送（WOWOWアニメ等）、UHF局（UHFアニメ）での放送が中心となっていった。これらのアニメは減少していく夕方アニメの受け皿となり、そこから魔法少女のパロディ作品も多数登場するようになっていった。
2000年、月刊少年ガンガン連載の少年『ハレ』と謎の少女『グゥ』を中心とするギャグ漫画『ジャングルはいつもハレのちグゥ』に魔法少女パロディの邪道系エピソード『魔女っ子』が登場し、2001年にはその夕方アニメでも同様の邪道系エピソード『しゃらんら』が登場した。
またOVAからは深夜アニメ『エクセル・サーガ』の劇中作のスピンオフOVA『ぷにぷに☆ぽえみぃ』（2001年）、邪道魔法少女三部作で2ちゃんねるネタを取り入れた『魂狩』のスピンオフ『ナースウィッチ小麦ちゃんマジカルて』（2002年）、魔法のアイテムで撲殺と再生を繰り返す『撲殺天使ドクロちゃん』（小説 2003年〜、OVA 2005年/2007年）、肉体系魔法少女の『大魔法峠』（漫画 2001年〜、OVA 2006年）の三作品、ブラックジョーク中心の『魔女っ娘つくねちゃん』（漫画 2003年〜、OVA 2005年）などが登場した。
またこの頃にはWebにおいてAdobe Flashを使ったFlashアニメがブームとなっており（Flash黄金時代）、その中からも魔法少女ネタを取り入れたFlashアニメ『別府鉄輪地獄変』番外編の「マジカルかぼすちゃん」（2002年）、『叶えてかな子』（2003年〜）が登場した。
また2000年代には主に女性向けのケータイ小説においてリストカットなどの表現のブームがあり（メンヘラ#病みの文化的拡大）、魔法少女物でもリストカットを絡めたミステリー仕立ての小説『新本格魔法少女りすか』（2004年）が登場した。
一方、1999年には魔法学園を舞台とし魔法使いの少年少女が活躍する海外小説『ハリー・ポッターシリーズ』の日本語版が登場し、2000年代にはその作品の映画化もあって登場する魔法使いの少女「ハーマイオニー・グレンジャー」の人気が高まっていった。この頃には日本からも魔法学園物として『まぶらほ』（小説 2000年-2011年、アニメ 2003年）、『魔法先生ネギま!』（漫画 2003年-2012年、アニメ 2005年/2006年）、『ゼロの使い魔』（小説 2004年-2017年、アニメ 2006年-2008年・2012年）などが登場した。また2013年には少女主人公の魔法学園ものである『リトルウィッチアカデミア』も登場した。
ゲーム方面では格闘ゲームに代わって恋愛シミュレーションなどの美少女ゲーム（ギャルゲー）が人気となっており（ゲーマー#対戦型格闘ゲームから恋愛シミュレーションブームにおけるゲーマー（1990年代））、その魔法少女ものも登場した。これには男主人公で魔法少女をヒロインとしたPCアダルトゲームであり、全年齢向けとしてコンシューマーにも移植され、テレビアニメ化もされた『ななついろ★ドロップス』（ゲーム 2006年、アニメ 2007年）を始め、アダルトゲームでは『まじかるカナン』（ゲーム 1998年、アニメ 2005年）、『魔法少女アイ』（ゲーム 2001年）などが登場した。また一般向けのコンシューマーゲームからも『どきどき魔女神判!』シリーズ（2007年〜）が登場している。
2000年代後半には美少女ゲームより女装モノの『処女はお姉さまに恋してる』（略称『おとボク』、ゲーム 2005年、アニメ 2006年）が登場して人気となり、2008年には女装ガイドブックの『オトコの娘のための変身ガイド』が登場し、2009年には街においても女装男子が増加していったが、魔法少女モノでも小説より男性主人公が魔法少女として性転換させられる『マヴカレ魔法少女!』（2005年）や男の娘が魔法少女になる『おと×まほ』（2007年-2015年）が登場した。
書籍からの影響では、2000年代には萌え本のブームがあり、その中から魔法少女を採用する萌え本の『萌える英単語 〜もえたん〜』（2003年）や『解析魔法少女 美咲ちゃん マジカル・オープン!』（2004年）が登場し、2007年には前者のテレビアニメ版『もえたん』が登場した。漫画では軍事・政治・英語の卑語などの際どいギャグを盛り込んだヒライユキオの『魔法の海兵隊員ぴくせる☆まりたん』（2005年）も登場した。
萌えアニメではそれ以外にも猫擬人化の『魔法少女猫たると』（漫画 2001年〜2003年、アニメ 2001年）や、魔女っ子などの魔界のプリンセスたちが人間界で暮らす『錬金3級 まじかる?ぽか〜ん』（2006年）などが登場していたが、その後は魔法要素が薄く現実要素の濃い日常系アニメ、ライトノベル原作の異能バトルものが台頭していき、魔法を使う少女自体は登場するものの魔法少女ジャンルとしては一旦下火となる。
そんな中、アダルトゲームのスピンオフからも少年漫画的なアクション要素を強く出したアニメシリーズ『魔法少女リリカルなのはシリーズ』（2004年-）が登場し人気シリーズとなった。2007年のアニメからはミリタリー系少女バトルの先駆にもなった『ストライクウィッチーズ』も登場している。その他、丸川トモヒロのSFマンガ『成恵の世界』（1999年-2013年）に登場した劇中作のスピンオフ漫画『魔砲少女四号ちゃん』（2000年-）は魔法ならぬ、魔力を用いる重火器、魔砲を用いた戦いを描いたバトル物で、後に同様な魔力的火器を用いる魔砲使いが登場した『ストライクウィッチーズ』や『魔法少女まどか☆マギカ』の先駆け的な作品となっている。

### 2010年代以降
2011年に日常系のキャラクターデザインでありながらダークな魔法少女をモチーフとしたオリジナルアニメ『魔法少女まどか☆マギカ』が登場し、この『魔法少女まどか☆マギカ』は社会現象とまでされる大きな盛り上がりを見せた。
『魔法少女まどか☆マギカ』以降はその亜種として、魔法少女という存在をパニックホラー映画のゾンビのように描いた『魔法少女・オブ・ジ・エンド』（2012年-2017年）や、不幸な境遇の少女たちが不気味なWebサイトから贈られたステッキで寿命を削り戦う『魔法少女サイト』（2013年-、2018年アニメ化）、特定の街に魔法少女が増えすぎたために行われる魔法少女たちのバトルロイヤルを描いた『魔法少女育成計画』（2012年-、2016年アニメ化）、ミリタリー要素を組み込み、人間界に侵攻してきた異世界の勢力と戦った魔法少女が戦後テロや国家間の争いに身を投じることになる『魔法少女特殊戦あすか』（2015年-、2019年アニメ化）や、妖精に拉致された魔法少女たちが、半ば強制的に独裁者（大統領）や閣僚に任命されて国家経営に関わる『少女政府 ベルガモット・ドミニオンズ』（2012年-2015年）などが登場した。
2010年代初頭にはアニメブームによって一般企業もアニメに注目し始めた。魔法少女モノではアニメ好きと新技術好きが近いとして自動車メーカーのスバルが広告アニメ『放課後のプレアデス』（2011年）を製作した。
また2008年には3DCGソフトウェアの MikuMikuDance (MMD) が登場してアニメ調の3DCGがブームとなり、2011年には MMD を用いたアニメ調の 3DCG にお笑い要素を盛り込んだ商業アニメ『gdgd妖精s』がヒットし、2014年にはそのお笑い3DCGアニメの流れにモーションキャプチャーによる生放送を組み込んだバーチャルアイドルアニメ『みならいディーバ』が登場、魔法少女ものでも2016年にはその後継作として生放送アニメ『魔法少女?なりあ☆がーるず』が登場した。これらの流れはバーチャルYouTuber (VTuber) へと繋がったが、2024年には VTuber 方面からも魔法少女物のメディアミックス『魔法少女ホロウィッチ!』（漫画 2024年〜）が登場している。
また2016年には拡張現実 (AR) ゲームの『Pokémon GO』が登場してブームとなり、魔法少女モノでは2018年にARで魔法少女のなりきりを行う漫画『AR/MS!!』が登場した。
その他、2009年の日常系4コマ漫画『ゆるめいつ』の5分アニメ化の成功によって2010年代には5分アニメが流行し、魔法少女モノでも5分アニメの『せいぜいがんばれ!魔法少女くるみ』（2017年-2021年）が登場した。
一方、『プリキュアシリーズ』からは初めて古典的な魔法少女らしい魔法使いの要素を組み込んだ『魔法つかいプリキュア!』（2016年）が登場した。またサンリオからも古典的な人助けものの魔法少女アニメ『ミュークルドリーミー』（2020年-2022年）が登場した。
アイドル物でも『プリティーシリーズ』でこれまでのSF路線から魔法の概念を取り入れた『ワッチャプリマジ!』（2021年-2024年）が登場した。またオリジナルアニメでは「魔法少女+アイドル」として企画された魔女見習い物の『前橋ウィッチーズ』（2025年）が登場した。
その他、2010年代前後には普通の少女が男性の魔法少女に変身する『魔法少女 俺』（2012年-、2018年アニメ化）や、ボディビルダーやサラリーマンといった中年の男性が女装して戦う『魔法少女プリティ☆ベル』（2009年）や『魔法☆中年おじまじょ5』（2013年）などといった「キワモノ系」も登場した。また少年が魔法少女になるものでは漫画から『ボクらは魔法少年』（2018年-2021年）が登場した。
また2010年代にはバトルヒロイン系魔法少女に音楽要素を足したものも登場した。これには例えば『ガールズ×戦士シリーズ』（2017年-）がある。
またリバイバルブームによって過去の作品の続編やスピンオフが多数登場した。これには『カードキャプターさくら クリアカード編』（2016年-、2018年アニメ化）、『魔法の天使クリィミーマミ 不機嫌なお姫様』（2018年-）、『ぴちぴちピッチaqua』（2021年-）、『チャームエンジェル〜星天使編〜』（2022年-）、『しゅごキャラ！ ジュエルジョーカー』（2024年-）などがある。また『東京ミュウミュウ』の再アニメ化も行われた。
その他、海外でのヴィランズブームや国内の悪役令嬢ブームの人気などと同様に、魔法少女物でも主人公が魔法少女の敵役になるものが登場した。これには『ブラックハートスター』（2013年）、『まちカドまぞく』（2014年-、2019年・2022年アニメ化）、『ジャヒー様はくじけない!』（2017年-、2021年アニメ化）、『アクロトリップ』（2017年-、2024年アニメ化）、『魔法少女にあこがれて』（2019年-、2024年アニメ化）、『魔法少女201』（2023年-）などがある。
2010年代にはなろう系など社会の暗い空気感を反映したものが流行し、2018年には働き方改革で厚生労働省が「副業・兼業の促進に関するガイドライン」を公表、副業が話題になり、魔法少女をビジネスやブラック企業として描く要素を取り入れたものが登場した。これには『副業魔法少女 サイドビジネス・マジカルガール』（読み切り、2020年）、『株式会社マジルミエ』（2021年-、2024年アニメ化）、『魔法中年』（2022年-）などが存在する。

### 日本以外
日本の魔法少女作品は吹き替えや字幕付きで世界各地に輸出された。

アメリカを中心とした海外では、Dicが放送権を購入した『セーラームーン』に代表される美少女戦士系が魔法少女 (magical girl, mahō shōjo) ものの典型・代表作品に受け止められることが多い。
また、アメリカのドラマ『かわいい魔女ジニー』も魔法少女に分類されているが、主人公の「ジニー」は魔法の壺に閉じ込められたジンニーヤー（女妖霊）であり、設定的には日本の『ハクション大魔王』に近い。
特に北米では2006年の時点で東映・葦プロ・ぴえろなどの古典的な魔法少女アニメが殆ど公開されず、知名度はほぼ皆無である。北米向きにローカライズされた『おジャ魔女どれみ』が4Kids TVで放映された例を除けば、『魔法のステージファンシーララ』などごく僅かな比較的マイナー作品が例外的に深夜の有料テレビで放送されたり、DVD発売 がされたものの、歴史的にも重要な『魔法のプリンセス ミンキーモモ』（空モモ・海モモ）さえ正式な紹介には至らず、DVDも商業的には成功しなかった。ただしミンキーモモのOVA『夢の中の輪舞』は吹き替え版の子供向けVHSが北米でも発売されたようだが、一般の認知は著しく低い。
イタリアなどヨーロッパの一部では、東映・葦プロ・ぴえろに代表される非戦闘系の魔法少女アニメの多くが一部編集された上で吹き替え放映された。そのためこれらの国のアニメファンは、mahō shōjo ないし majokko という言葉を日本語とほぼ同じ意味で使う。
2000年代に入ると、海外でも『セーラームーン』の影響を受けて戦闘美少女の流れを汲んだ魔法少女作品が作られるようになる。
最初に作られたのはイタリア人漫画家のエリザベッタ・グノーネが発表した、魔法のペンダントで異世界のガーディアンに変身する少女たちが悪と戦う『ウィッチ -W.I.T.C.H.-』（2001〜2012。日本では飯田晴子が漫画化）で、フランスの制作会社が2004年から2006年までアニメ化した。日本で『ふたりはプリキュア』が放送開始した2004年には、イタリアのアニメ製作会社Rainbow S.r.l.が妖精に変身する魔法学園の少女たちの恋と戦いを描いた『Winx Club』（2004〜現在。日本未放映）を制作し、これまでにコミック化・映画化・舞台化もされている。2014年にはフランスで、地球でガールズバンドを結成した魔法の国の王女たちの悪との戦いを描く『ロリロック』（2014年〜2017年。日本では『アイドルプリンセス★ロリロック』の邦題で2024年に放送）がスタートし、いずれも魔法の力に選ばれたティーンエイジャーの少女が悪と戦うという内容になっている。
中国では2008年に魔法の国から来た少女と地球人の少女の冒険を描いた特撮テレビドラマ『巴啦啦小魔仙』が放映され、2011年には続編の『巴啦啦小魔仙2彩虹心石』がテレビアニメとして放送、以後テレビドラマ2作、実写映画3作、テレビアニメ5作にわたる長期シリーズとなっている。
また2004年には、日本でも放送されたTVアニメ『かわいい魔女サブリナ』（1970〜1974）、テレビドラマ『サブリナ』（1996〜2003）、TVアニメ『おちゃめな魔女サブリナ』（1999〜2000）の原作であり、魔女の少女サブリナの日常を描いたアーチー・コミック『魔女サブリナ』シリーズが、メキシコ系アメリカ人漫画家タニア・デル・リオの手で日本の漫画風にリメイクされた。
2010年にはフランス人アニメータートーマス・アストリュクによる6〜5年間の構想を元に、フランス・韓国のアニメ制作会社と日本の東映アニメーションが魔法少女アニメ『ミラキュラス・レディバグ』の共同制作を発表する。2012年に東映が萌え絵風のPVを発表したが、プロジェクトが3D制作に移行した後に東映は手を引き、2015年に放送された本編では共同制作会社のクレジットに留まっている。2018年には日本のディズニー・チャンネルでの放送が決定した。
2011年には『少女革命ウテナ』のファンであるアメリカ人アニメーターのレベッカ・シュガーが、海外版『宝石の国』とも言えるテレビアニメ『スティーブン・ユニバース』（2011〜現在）をカートゥーン・ネットワークでスタートさせた。2015年には『セーラームーン』などの日本のアニメファンであるアメリカ人アニメーターのダロン・ネフシーが6年間の構想期間を経て、ディズニー・チャンネル初の魔法少女アニメ『悪魔バスター★スター・バタフライ』（2015年〜現在）を発表し、セーラームーンをはじめとする日本アニメのオマージュを盛り込んでいる。これらの二作は、単なる子供向け作品として作られた他の海外アニメ作品とは異なり、大人も楽しめるストーリー性や謎解き要素が加わっている。また、2015年のディズニーからは魔法少女物の『Star Darlings』シリーズも登場している。
さらに、アメリカのプロレス団体であるWWEでは、日本人女子レスラーのSARRAYに対し、「祖母からもらったネックレスを握りしめると力が湧き、レスラーに変身する」というキャラクター付け（ギミック）が現実世界でなされたことがある。
韓国では2016年に韓国国産アニメの魔法少女物として、『妖精ピンク』、『ヨランア ヨランア』、『プチプチミューズ』、『クリスタル妖精 Z-SQUAD』、『シークレット・ジュジュ』、『フラワーリングハート』、『ソフィー・ルビー』、『キャッチ!ティニピン』、『ティーティー・チェリー』、『コミ魔女ララ』が製作され放送された。
中国では『花の子ルンルン』の新作として『花仙子-之魔法香対論』が登場する予定となっている。